# Luxemburgo en los Juegos Olímpicos de Múnich 1972
Luxemburgo estuvo representado en los Juegos Olímpicos de Múnich 1972 por un total de 11 deportistas, 10 hombres y una mujer, que compitieron en 5 deportes.
El portador de la bandera en la ceremonia de apertura fue el atleta Charel Sowa. El equipo olímpico luxemburgués no obtuvo ninguna medalla en estos Juegos.